# تیم ملی والیبال مردان بریتانیا
تیم ملی والیبال مردان انگلیس یک تیم والیبال متشکل از مردان والیبالیست کشور انگلیس است که به نمایندگی از این کشور در میادین بین‌المللی حاضر می‌شود. رده‌بندی جهانی اف‌آی‌وی‌بی این تیم در ۲۲ ژوئیه سال ۲۰۱۳، ۲۸ بوده است